# Éditions Jamana
La maison d'édition malienne Jamana est une structure de la coopérative culturelle Jamana. Elle a été fondée en 1986 par les animateurs de la revue Jamana, créée en septembre 1983, revue de la coopérative culturelle Jamana créée par Alpha Oumar Konaré.
Jamana signifie « le pays » dans plusieurs des langues maliennes.
Les éditions Jamana correspondent à la première maison d'édition indépendante à avoir vu le jour au Mali.

## Coéditions
En 2014, les éditions Jamana participent à une coédition solidaire pour l'Océan Indien, avec un « Livre équitable ». Il s'agit de Mes étoiles noires, de Lilian Thuram. La coédition se fait avec 11 autres maisons d'édition : Barzakh, Edilis, Éditions Ganndal, Graines de Pensées, Jeunes Malgaches, Mémoire d'Encrier, Papyrus Afrique, Presses universitaires d'Afrique, Ruisseaux d'Afrique, Sankofa & Gurli et Tarik.